# Буйковци
Буйковци (на македонска литературна норма: Бујковци) е село в рамките на община Белимбегово (Илинден), Северна Македония.

## География
Селото е разположено в източната част на Скопската котловина, в подножието на Скопска Църна гора.

## История
Селото е споменато като Бойковци в Първа Архилевицка грамота от 1354/5 г. като дарение от севастократор Деян в полза на църквата в Архилевица. През 1378-9 г. наследниците на Деян - Йоан и Константин Драгаш - даряват църквата Архилевица с всичките ѝ имоти на манастира Хилендар в Света гора.
Според местни предания селото първоначално се е намирало в местността Селище, на около 2 километра югоизточно от днешното си местоположение. В началото на 60-те години на ХХ век все още са запазени остатъци от старите селски къщи.
В началото на XVI век за кратко време Буйковци е дервентджийско. Отбелязано е като дервентджийско в документ от 1519 година. По това време има 28 домакинства. През 1544/45 година няма данни за дервентджии в селото. Записани са 23 домакинства и двама неженени.
В края на XIX век Буйковци е българско село в Скопска каза на Османската империя. Според статистиката на Васил Кънчов („Македония. Етнография и статистика“) към 1900 година в Буйковци живеят 105 българи християни.
В началото на XX век цялото село е под върховенството на Българската екзархия. По данни на секретаря на екзархията Димитър Мишев („La Macédoine et sa Population Chrétienne“) в 1905 година в Буйковци има 120 българи екзархисти.
По време на българското управление на Вардарска Македония през Първата световна война Буйково е част от Бунарджикска община в СКопска селска околия околия на Скопски окръг и има 129 жители.
В 1994 година селото има 645 жители – 622 македонци и 23 сърби. Според преброяването от 2002 година селото има 946 жители.
| Националност     | Всичко |
| северномакедонци | 641    |
| албанци          | 0      |
| турци            | 0      |
| роми             | 295    |
| власи            | 0      |
| сърби            | 5      |
| бошняци          | 0      |
| други            | 5      |